# Panik (film, 1939)
Panik är en svensk film från 1939 i regi av George Willoughby. Filmen handlar om en konspiration mot den svenske affärsmannen Ivar Kreuger och är Willoughbys enda som regissör. I rollerna ses bland andra Gösta Richter, Manja Povelsen och Arne Lindblad.

## Om filmen
Inspelningen ägde rum 1938 i Stockholm (bland annat i Irefilms ateljéer), Boliden, Köpenhamn, London och Paris efter ett manus av Richard Houston, pseudonym för författaren Gustaf Ericsson och med foto av Elner Åkesson. Filmen premiärvisades 6 mars 1939 på biograferna Alcazar i Malmö och Saga i Karlstad.

## Rollista
- Gösta Richter – Ivar Kreuger/Ted Harris, amerikan
- Manja Povelsen – fröken Björk, Kreugers privatsekreterare
- Arne Lindblad – Arkainen, direktör från Finland, alias Mr. Brody, internationell Sovjetagent
- Erland Colliander	– Joseph Nathan, börsmäklare i firman Nathan & Kohn
- Sten Hedlund – Dr. F. Beck, internationell Sovjetagent
- Lillie Björnstrand – grevinnan Ingeborg Burmeister
- Hugo Jacobson – sopåkare
- Arthur Gammelgaard – Abraham Kohn, börsmäklare i firman Nathan & Kohn
- Rolf Botvid – Erik
- Emmy Albiin – hans mor
- Birgit Körling – Ann-Mari Berger, Kreugers telefonist
- Gunnar Björnstrand – Ryder, bankdirektör
- Tore Dahl – Krister, ingenjör
- Fritiof Norberg – baron de Roquefort, den franske ministern
- Oscar Åberg – överste G.A. Ankargreen, förtvivlad aktieägare
- Ernst Brunman – aktieägarnas talesman
- Georg Fernquist – rökande aktieägare
- Hugo Tranberg – aktieägare
- Folke Algotsson – aktieägare
- Martin Ericsson – aktieägare
- A. Romanoff – Arkainens medarbetare
- Valborg Svensson – kvinna i Ådalen
- Annemarie Wahlgren – Ådalenkvinnans dotter
- Carl-Harald – den civilklädde polisen som hämtar Erik i arbetslöshetskön
- Wiange Törnkvist – mannen som noterar aktiekurser
- Birgitta Arman – kvinnan på Becks högra sida vid festen före Kreugers död
- Sonja Rabber – kvinnan på Becks vänstra sidan vid festen före Kreugers död
- Judit Linder – kvinnan bredvid Beck vid festen efter Kreugers död
- Helge Kihlberg – gäst på restaurangen efter Kreugers död

Ej identifierade
- Sigurd Norberg
- Richard Lindström